# Syncollesis seydeli
Syncollesis seydeli là một loài bướm đêm trong họ Geometridae.